# Necturus punctatus
Necturus punctatus is salamander uit de familie olmachtigen (Proteidae). De soort werd voor het eerst wetenschappelijk beschreven door Lewis Reeve Gibbes in 1850. Oorspronkelijk werd de wetenschappelijke naam Menobranchus punctatus gebruikt. Er is nog geen Nederlandse naam voor deze soort.

## Uiterlijke kenmerken
De kleur van deze salamander is zeer donkerbruin tot donkergrijs, meestal bijna zwart. Deze soort heeft geen tekening, hoewel de juvenielen soms gevlekt zijn. De buik is witgrijs met een blauwe gloed en de poten zijn relatief klein. De duidelijk zichtbare roodbruine kieuwen blijven altijd aanwezig vanwege neotenie en het dier komt nooit uit het water.

## Algemeen
Necturus punctatus heeft een wat afgeplat lichaam en grote brede kop en blijft kleiner dan andere Necturus-soorten met een lengte van ongeveer 17 centimeter. De sterk zijdelings afgeplatte staart is kleiner dan de helft van het lichaam in tegenstelling tot veel andere soorten hoewel de staart van vrouwtjes iets langer wordt. De soort komt voor in de Verenigde Staten in de staten Virginia, Georgia, North Carolina en Georgia. Het biotoop bestaat uit langzaam stromende, ondiepe beekjes met liefst een laagje rottend plantenmateriaal op de bodem en stenen op de bodem waaronder de eitjes afgezet worden en de salamander zich overdag verstopt. Omdat het een nachtdier is komt het dier pas tijdens de schemering tevoorschijn om te gaan jagen.

## Voedsel en vijanden
Op het menu staan kleine waterdieren als kreeftachtigen, amfibieën- en insectenlarven en slakken, maar ook andere salamanders worden opgegeten, zelfs eigen jongen. Zoals bij veel watersalamanders zijn rovende vissen waarschijnlijk de voornaamste vijand.